# Лайонс (тауншип, округ Лайон, Миннесота)
Лайонс (англ. Lyons) — тауншип в округе Лайон, Миннесота, США. На 2000 год его население составило 208 человек.

## География
По данным Бюро переписи населения США площадь тауншипа составляет 91,9 км², из которых 91,1 км² занимает суша, а 0,8 км² — вода (0,8 км²).

## Демография
По данным переписи населения 2000 года здесь находились 208 человек, 73 домохозяйства и 58 семей. На территории тауншипа расположено 76 построек со средней плотностью 0,8 построек на один квадратный километр. Расовый состав населения: 94,71 % белых, 0,48 % коренных американцев, 4,33 % азиатов и 0,48 % приходится на две или более других рас. Испанцы или латиноамериканцы любой расы составляли 2,40 % от популяции тауншипа.
13,7 % домохозяйств состояли из одного человека, при том 5,5 % из — одиноких пожилых людей старше 65 лет. Средний размер домохозяйства — 2,85, а семьи — 3,17 человека.
29,8 % населения — младше 18 лет, 5,3 % — в возрасте от 18 до 24 лет, 33,2 % — от 25 до 44, 24,0 % — от 45 до 64, и 7,7 % — старше 65 лет. Средний возраст — 36 лет. На каждые 100 женщин приходилось 131,1 мужчин. На каждые 100 женщин старше 18 приходилось 124,6 мужчин.
Средний годовой доход домохозяйства составлял 36 250 долларов и средний доход семьи был 40 313 долларов. Средний доход мужчин — 24 125 долларов, в то время как у женщин — 22 500. Доход на душу населения составил 13 625 долларов. За чертой бедности находились 3,0 % семей и 6,5 % всего населения тауншипа, из которых 3,2 % младше 18 и 14,3 % старше 65 лет.